# Keith Booth
Keith Eugene Booth (ur. 9 października 1974 w Baltimore) – amerykański koszykarz występujący na pozycji niskiego skrzydłowego, mistrz NBA z 1998 roku, po zakończeniu kariery sportowej trener koszykarski, obecnie asystent trenera akademickiej drużyny Loyola Greyhounds.
W 1993 wystąpił w meczu gwiazd amerykańskich szkół średnich - McDonald’s All-American.

## Osiągnięcia
Na podstawie, o ile nie zaznaczono inaczej.
NCAA
- Uczestnik:
  - rozgrywek Sweet Sixteen turnieju NCAA (1994, 1995)
  - turnieju NCAA (1994–1997)
- Mistrz sezonu regularnego konferencji Atlantic Coast (ACC – 1995)
- Zaliczony do:
  - I składu konferencji ACC (1997)
  - II składu turnieju konferencji ACC (1997)
  - III składu:
    - All-American (1997 przez AP, NABC)
    - ACC (1996)

NBA
- Mistrz NBA (1998)[3]
- Zwycięzca turnieju Mcdonald's Open Championships w Paryżu (1997)[4]